# Étymologie d'Al-Andalus et de l'Andalousie

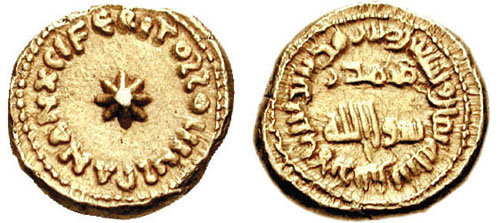
Dinar omeyyade frappé d’une inscription bilingue latin-arabe, frappé en al-Andalus en 98 AH = 716/7 après JC.

L'étymologie d'Al-Andalus et de l'Andalousie (en arabe الأندلس) a fait l'objet d'hypothèses multiples en lien soit avec la position géographique de la péninsule Ibérique, soit avec ses diverses vagues de peuplement.
Aucune de ces théories ne fait l'unanimité à ce jour.

## Attestations anciennes
La première mention du nom de l’Andalousie apparaît sous la forme arabe Al-Andalus inscrite sur une pièce de monnaie datant de 716, un dinar bilingue dont quinze exemplaires sont conservés au Musée archéologique national, à la Casa de la Moneda et au Musée archéologique de Cordoue. L'avers de cette pièce porte un texte latin entourant une étoile à huit branches, qui sera plus tard connue sous le nom d'« étoile d'Al-Andalus » et qui était déjà apparue sur des pièces en latin frappés en 711-712, tandis que le revers porte la mention arabe « Ce dinar a été frappé en Al-Andalus en l'an 98 ». La forme el Andalucía n'est attestée en castillan qu'au XIIIe siècle.

## Théories sur l'origine du toponyme

### Hypothèses liées à la position géographique de la péninsule Ibérique

#### Occident
Plusieurs auteurs plus contemporains, se basant sur les formes anciennes arabes effectivement attestées, considèrent que le toponyme Al-Andalus représente la fixation d’un nom commun désignant « l'Occident », eu égard à la position de la péninsule Ibérique par rapport à la mer Méditerranée.
Ainsi, selon le savant orientaliste libanais du XVIIIe siècle Miguel Casiri, Al-Andalus dériverait du mot arabe Handalusia qui signifie « la région du soir, de l'occident » et équivaut ainsi à l'Hesperia des Grecs (Jardin des Hespérides),.
Par ailleurs, dans son article El nombre de al-Andalus paru en 1983, l'historien espagnol Joaquín Vallvé Bermejo relie le toponyme à l'expression arabe Jazīrat al-Andalus, qui serait la traduction en arabe ancien du mot grec signifiant « île de l'Atlantique » ou « Atlantide »,, : l'Atlantique se situant à l'ouest de la Méditerranée, « Jazīrat al-Andalus » pourrait être une désignation « de l'occident » plus qu'une allusion au mythe de l'Atlantide d'autant qu'il n'y a, selon Alejandro García-Sanjuán, aucune preuve historique reliant le nom « Al-Andalus » au mythe de l'Atlantide.
Enfin, selon un article de l'arabisant espagnol Federico Corriente (en) publié en 2008, le vocable al-andalus » serait une altération du terme copte emender / lēs signifiant « sud-ouest », que les Arabes auraient entendu comme *am / l+andalīs et, la plupart d'entre eux étant d'origine yéménite, auraient identifié /am+/ comme un article, l'utilisant sous la forme /al+andalīs/,.

#### Orient
À l'opposé de ces hypothèses, José Ramírez del Río, de l'université de Cordoue, fait en 2017 l'hypothèse que l'origine du nom Al-Andalus est similaire à celle du nom de l'Anatolie, qui est issu du grec Anatolia ou Anatolḗ (« Orient, Levant ») et est devenu Anadolu en turc.
Selon lui, il est en effet probable que les fonctionnaires byzantins qui administraient vers le VIe siècle la Maurétanie tingitane (soit le nord du Maroc actuel, une région aux mains des Byzantins de 534 à 624) ont donné le nom d'« Anatolḗ » à l'Hispanie car, vue de Tanger et de Ceuta, la côte méditerranéenne de la péninsule Ibérique est l'endroit où le Soleil se lève, soit le « Levant », tout comme la péninsule anatolienne à l'autre bout de la Méditerranée représente l'« Orient » par rapport au territoire grec.
Ramírez del Río fonde en partie son hypothèse sur les pièces de monnaie bilingues latin / arabe citées plus haut, qui associent le nom Al-Andalus et une étoile représentant, selon lui, le Soleil. Cette association ferait de la péninsule Ibérique « le territoire où le Soleil se lève ». Selon le chercheur, cette représentation du Soleil aurait permis aux Berbères de la région de Tanger et de Volubilis, dont la plupart ne savaient lire ni le texte latin ni le texte arabe, d'identifier le lieu où ces pièces ont été frappées.

### Hypothèses liées aux vagues de peuplement de la péninsule Ibérique

#### Japhétites (Indo-Européens)
L'historien Ibn Khallikân (1211–1282) suggère de voir dans le nom Andalus celui du premier habitant de la région après le déluge de Noé, qui se serait appelé Andalus : il serait un petit-fils de Noé, et plus précisément un fils de Japhet qui, d'après la Table des peuples, est l'ancêtre des Japhétites, soit les Indo-Européens, qui ont contribué au peuplement de la péninsule Ibérique au même titre que les Ibères et diverses ethnies apparentées aux Basques.
Ibn Khallikân se rapproche en cela de l'hypothèse de l'historien cordouan Ahmad al-Razi (887-955) qui, s'appuyant sur les écrits d'auteurs chrétiens, attribue le nom d’Al-Andalus aux premiers habitants de la péninsule après le déluge, le peuple d’al-Andalush. Il ajoute cependant que le vocable al-Andalus résulte d'un processus d'arabisation.

#### Vandales
L'historien Ibn Khaldoun (1332-1406) décrit les premiers peuples germaniques arrivés sur la péninsule Ibérique (les Suèves, les Alains et les Vandales) en les désignant par erreur comme trois groupes de Grecs : al-Shuwāniyyūn, al-Abyūn et al-Fandalus ; ce dernier terme serait l'étymon d’Al-Andalus selon Alejandro García-Sanjuán.
De là, une étymologie reposant sur un hypothétique *Vandalusia a été discutée par des géographes et historiens des siècles antérieurs à l'apparition de l'onomastique en tant que science. Dans son ouvrage États de l'Europe, le géographe et cartographe français du XVIIIe siècle Jean-Baptiste Bourguignon d'Anville fait dériver le nom d'Al-Andalus de celui des Vandales qui occupèrent le sud de l'Espagne de 407 à 429 et l'auraient dénommé *Vandalusia, (forme non attestée), compris comme un dérivé du latin Vandalus « Vandale » augmenté du suffixe -ia servant à créer des noms de pays (cf. Gallia, Francia, Germania, etc.).
Cette théorie fut reprise par plusieurs savants orientalistes des XIXe et XXe siècles comme Reinhart Dozy (1820-1883), Christian Friedrich Seybold (1859-1921), Maximilian Streck (1873-1945) et Évariste Lévi-Provençal (1894-1956),,. Bien que très largement répandue, cette hypothèse a été critiquée, entre autres, par l'historienne Marianne Barrucand, professeur émérite d'art islamique à l'université Paris IV - Sorbonne, et spécialiste de l'archéologie islamique :
- la transformation phonétique de *Wandal- (forme germanique de Vandale) en Al-Andalus est « impossible » selon elle[20] ; indépendamment de cette affirmation, il faut cependant noter que la forme germanique est mal reconstruite car il s'agit en réalité d'un radical *Wandil-, issu de *Wandilaz « Vandale », d'où le vieil anglais Wendlas,  le vieux haut allemand Wentilseo et le vieux norrois Vendill. Il faut noter en outre que l'Espagne étant romanisée depuis plusieurs siècles, le nom des Vandales se serait nécessairement fixé dans la toponymie sous une forme latine, donc sous la forme d'un radical Vandal-;
- pourquoi les Arabes auraient-ils utilisé en 716 le nom d'un peuple disparu d'Espagne depuis près de trois siècles[20], bien avant leur venue dans la Péninsule[18], plutôt qu'un terme lié aux Wisigoths qu'ils venaient de soumettre ?
- pourquoi auraient-ils utilisé le nom d'un peuple qui est resté moins de vingt ans en Andalousie (de 411 à 429)[20],[18] ?
- pourquoi auraient-ils dénommé l'Espagne entière du nom d'un peuple qui n'en a occupé que le sud ?

Comme Dozy l'a reconnu lui-même, l'occupation par les Vandales de la péninsule a été trop éphémère pour y laisser une trace durable, contrairement à celle constatée en Afrique du Nord, où le royaume vandale de Carthage (429–533) a duré un peu plus d'un siècle, jusqu'à sa conquête par l'empereur Justinien en 534 : le nom « pays des Vandales » aurait donc plus de sens par rapport à l'Ifriqiya.     
Le philologue austro-hongrois Werner Wycichl a reformulé l'hypothèse vandale en 1952 : selon lui, les Berbères d'Afrique du Nord auraient dénommé l'Hispanie au moyen d'une expression en langue berbère ou en amazigh *tamor uandalos, littéralement « terre des Vandales », après l'arrivée de ce peuple en Afrique du Nord au Ve siècle,, les Vandales étant effectivement arrivés d'Espagne par le détroit de Gibraltar.
Le génitif berbère, qui se forme en ajoutant une particule u- à l'initiale du mot, aurait ensuite été remplacé par le nominatif, en éliminant ce u-, ce qui laisse *andalos qui, en arabe, serait devenu Al-Andalos ou  Al-Andalus par l'ajout de l'article défini. 
Cette hypothèse, qui permettrait de répondre à certaines des objections de Barrucand ci-dessus, attribue donc l'origine du toponyme aux véritables conquérants de l'Hispanie au début du VIIIe siècle : les Berbères qui constituaient une grande partie des armées d'invasion de l'Espagne. Le nom de la péninsule comme « terre des Vandales » serait donc parvenu aux Arabes par l'intermédiaire des Berbères. D'un point de vue philologique, ça ne reste cependant qu'une hypothèse comme les précédentes, puisque *tamor uandalos n'est pas attesté.

#### Wisigoths
L'historien et islamologue allemand Heinz Halm a proposé en 1989 qu’Al-Andalus procède de l'« arabisation de la désignation wisigothique de l'ancienne province romaine de Bétique : *landahlauts »,,,.
En effet, « comme leurs ancêtres germaniques, les Wisigoths ont réparti par tirage au sort la terre conquise, les lots échus aux différents seigneurs germaniques - et donc aussi les terres - étant appelées Sortes gothica. Dans les sources écrites, toutes en latin, le terme de Gothica sors (singulier) désigne l'ensemble du royaume gothique ».
Heinz Halm émet l'hypothèse que l'équivalent en langue gotique de l'expression au singulier Gothica Sors (qui désignait l'ensemble du royaume gothique) soit précisément une adaptation latine du composé gotique *landahlauts (« attribution des terres par tirage au sort »), composé des mots landa- « terre » et hlauts « sort, héritage » (ce dernier étant issu du proto-germanique *hlaut-, également source du français lot),. Comme le souligne Halm lui-même, si le mot hlauts (𐌷𐌻𐌰𐌿𐍄𐍃) est bien rencontré quatre fois dans la Bible de Wulfila (traduction de la Bible en gotique), ainsi que le mot land (𐌻𐌰𐌽𐌳 > forme fléchie 𐌻𐌰𐌽𐌳𐌰, landa), par contre l'existence d’une « forme composée *landahlauts ne peut être vérifiée car le mot n'apparaît pas dans les fragments conservés de la Bible de Wulfila ».
Selon l'historien allemand, le terme *landahlauts aurait ensuite été repris par les Musulmans au VIIIe siècle, en passant par une série de changements phonétiques conduisant à la forme Al-Andalus, la diphtongue au ayant évolué dès le IVe siècle en un son o long et ouvert [ɔ:] (représenté encore dans la Bible de Wulfila par le digramme au) :
*landahlauts > *landalos > al-Andalus (الأندلس)
« Comme dans le cas de Langobardia / Al-Ankubarda ou Alexandria / Al-Iskandariyya, les Arabes ont à nouveau pris ici le L pour l'article défini » et l'ont incorporé dans leur propre article défini al-.
L'hypothèse de Halm a été reprise par l'historienne Marianne Barrucand, professeur d'histoire de l'art et d'archéologie islamiques à l'université Paris IV - Sorbonne.
Pour Alejandro García-Sanjuán, Halm présente une étymologie qui est philologiquement admissible mais qui manque de support historique. José Ramírez del Río met l'accent lui aussi sur le fait qu'il n'y a pas de preuve documentaire, épigraphique ou archéologique à l'appui de cette hypothèse. 
Cependant, depuis 2004, l'historien Rafael Sabio González (223-228) a repris l'hypothèse de l'origine wisigothique du mot, accordant une grande importance politique à la racine du mot signifiant « terre » : landa (forme fléchie de land).

### Hypothèse d'un toponyme indigène
Selon le linguiste allemand Georg Bossong en 2002, l'explication traditionnelle par le nom des Vandales ne repose sur aucun fondement sérieux, car elle pose un certain nombre de problèmes d'ordre phonétique, morpho-syntaxique et historique. 
De plus, l'attestation de ce nom dans différentes parties du nord et du centre de l'Espagne montrerait selon lui qu'il s'agirait à l'origine d'un toponyme formé dans une langue indigène ; c'était notamment le nom de la Punta Marroquí près de Tarifa. Très tôt, il s'est généralisé pour désigner la péninsule dans son entier.
Ainsi, selon Georg Bossong, le nom d'Al-Andalus aurait une origine pré-indo-européenne, les deux éléments anda et luz pris indépendamment étant par ailleurs fréquents dans la toponymie indigène de la péninsule Ibérique.